# Bahacsivka
Bahacsivka (ukránul: Багачівка) falu Ukrajna Cserkaszi területének Zvenihorodkai járásában. A falu községi tanácsához tartozik még a környező Mihajlivka és Pavlivka falu is. Lakossága 2009-ben 730 fő volt. A járási központtól, Zvenihorodkától 10 km-re keletre fekszik. Keresztül halad rajta az M 05-ös főút Cserkaszi–Umany szakasza. Lakossága jellemzően mezőgazdasággal foglalkozik. Fő mezőgazdasági ágazatok a gabonatermesztés, cukorrépa-termesztés és a tejtermelés.

## Története
A település első írásos említése 1546-ból származik. A hagyomány szerint a falu neve első birtokosának, Bohackijnak a nevéből ered. A falu lakossága hagyományosan gabonatermesztéssel foglalkozott.
1918-ban alakult meg a településen is a szovjethatalom. Az első kolhozt 1932-ben hozták létre, mely 1958-ban a polgárháborúban részt vett Olekszandr Parhomenko nevét vette fel.
A falu lakói közül 217-en vettek részt katonaként a második világháborúban, közülük 164-en elestek. A háborús áldozatok emlékére a faluban emlékművet emeltek.

## Ismert emberek
A faluban született 1957-ben Anatolij Hricenko ukrán politikus, 2005-2007 között Ukrajna védelmi minisztere.